# Església Maronita
L'Església Maronita o Església Maronita Siríaca d'Antioquia (en siríac ܥܕܬܐ ܣܘܪܝܝܬܐ ܡܐܪܘܢܝܬܐ ܕܐܢܛܝܘܟܝܐ, ʿĪṯo Suryoiṯo Māronaiṯo d'Anṭiokia; en àrab الكنيسة الأنطاكية السريانية المارونية, al-Kanīsa al-Anṭākiyya as-Suryāniyya al-Mārūniyya, i en llatí Ecclesia Maronitarum) és una església catòlica sui iuris: forma part de l'Església Catòlica, però manté el ritu i la litúrgia de la tradició siro-antioquina. És l'única església oriental que sempre ha romàs fidel a la seu apostòlica romana. Abans de la conquesta àrab del Líban, els maronites parlaven un dialecte arameu. El siríac és encara la llengua de la litúrgia. El patriarca és elegit per un sínode de bisbes i només després de l'elecció fa professió de comunió amb el Papa de Roma.

## Història
L'Església Maronita pren el nom de sant Maró del Líban, eremita sirià del segle v que formà una comunitat eremítica. Els seus deixebles, quan morí en 452, van fundar un monestir vora Antioquia de l'Orontes, a Apamea. La comunitat estava sota la jurisdicció del Patriarca d'Antioquia. Quan a la regió s'estengué l'heretgia monofisita, als segles v i vi, la comunitat es traslladà al Líban.
Cap al 686, la comunitat maronita fou refundada i organitzada per s]ant Joan Maró, patriarca maronita d'Antioquia. Perseguit per l'emperador Justinià II, que no estava d'acord amb el seu nomenament, fugí i es refugià a les muntanyes del Líban, a Kfarhy, on feu construir el nou monestir de Ras Marun i hi deposità la relíquia del crani de sant Maró. El mateix Joan Maró, va traslladar la seu patriarcal al monestir, que esdevingué seu del Patriarca d'Antioquia i de tot l'Orient. Es produí llavors la separació de la comunitat dels maronites respecte als patriarques grecs.
A partir de 685 l'Església d'Antioquia s'havia dividit entre calcedonians i no calcedonians (a partir dels decrets del Concili de Calcedònia), i els segons foren majoria. Els maronites, però, continuaren fidels al credo calcedonià i no reconegueren el patriarca Teòfanes. Es reconegueren autònoms i els monestirs maronites, seus episcopals.
Durant les Croades l'Església Maronita reforçà els vincles amb l'Església de Roma, de la qual no s'havia separat formalment. La unió, de fet, només es formalitzà en 1584, quan el papa Gregori XIII fundà el Col·legi Maronià de Roma. També foren protegits pels francesos durant la dominació otomana.
Fins al segle xviii el patriarcat maronita era formalment dividit en eparquies: els bisbes eren considerats només com a bisbes auxiliars del patriarca, únic bisbe i guia de la nació maronita. El Sínode del Mont Líban de 1736 instituí canònicament vuit eparquies, a més de la seu patriarcal, definint-ne les jurisdiccions territorials: Arxieparquia d'Alep, Arxieparquia de Beirut, Eparquia de Jbeil (Biblos) i de Batrun (Botris), Arxieparquia de Xipre, Arxieperquia de Damasc, Eparquia de Baalbek-Deir El-Ahmar (Heliòpolis), Arxieparquia de Trípoli (Líban) i Arxieparquia de Tir-Eparquia de Sidó. La Santa Seu aprovà la decisió del sínode amb la butlla Apostolica praedecessorum de Benet XIV del 14 de febrer de 1742. La divisió es mantingué fins al segle xx, quan s'hi afegí el vicariat patriarcal d'Egipte (1904; avui Eparquia del Caire) i es diferenciaren les seus de Tir i Sidó (1906).
La independència política del Líban, el 1943, comportà el repartiment del poder polític entre representants de diferents comunitats religioses, per evitar conflictes. Els maronites, que constituïen la majoria de la població, obtingueren la presidència de la república, càrrec que encara mantenen. Encara que menys, continua sent un grup influent i, si se sumen els maronites de la diàspora, el més nombrós d'entre els libanesos.

## Difusió
L'Església Maronita compta amb uns tres milions de seguidors. Amb seu patriarcal a Bkerke (Líban), compta amb 26 diòcesis en 12 estats (està difosa al Líban, Síria, Xipre, Israel, Egipte i en les comunitats maronites de l'Argentina, Brasil, Canadà, Mèxic, Estats Units i Austràlia), i l'exarcat patriarcal de Jerusalem i Jordània. A banda dels religiosos, han estat maronites algunes persones conegudes com el poeta libanès Khalil Gibran o el cantant canadenc Paul Anka.